# Loxopse mana
Loxops mana
Espèce
Le Loxopse mana (Loxops mana) est une espèce d'oiseau de la famille des Fringillidae.

## Systématique
Le nom scientifique complet (avec auteur) de ce taxon est Loxops mana (S.B.Wilson, 1891).
L'espèce a été initialement classée dans le genre Himatione sous le protonyme Himatione mana S.B.Wilson, 1891.
Ce taxon porte en français le nom vernaculaire ou normalisé suivant : Loxopse mana.
Loxops mana a pour synonymes :
- Himatione mana S.B.Wilson, 1891
- Manucerthia mana (S.B.Wilson, 1891)
- Oreomystis mana (S.B.Wilson, 1891)
- Paroreomyza maculata subsp. mana (S.B.Wilson, 1891)